# 궁내동 (군포시)
궁내동(宮內洞)은 대한민국 경기도 군포시 서쪽에 있는 동이다. 서쪽으로 안산시와 경계를 접하고 있고, 북쪽으로는 광정동, 남쪽으로는 수리동과 각각 경계를 접하고 있다.

## 역사
1979년 5월 1일 군포읍 산본리가 되었다. 1989년 1월 1일 군포시 승격과 동시에 산본2동 관할이 되었다. 1993년 6월 8일 산본2동에서 수리동으로 분동되고, 1994년 7월 19일 수리동에서 분동되어 궁내동이 되었다.

## 법정동
- 산본동(일부)

## 교육
- 궁내초등학교
- 둔전초등학교
- 수리초등학교
- 궁내중학교
- 수리중학교
- 경기폴리텍고등학교
- 군포e비즈니스고등학교

## 아파트
- 솔거대림 - 1993년 9월 입주 / 대림산업
- 묘향롯데 - 1993년 7월 입주 / 롯데건설
- 백두극동 - 1993년 9월 입주 / 극동건설
- 백두동성 - 1993년 3월 입주 / ㈜동성
- 백두한양 - 1994년 9월 입주 / ㈜한양
- 우륵마을 주공7단지 - 1994년 7월 입주 / ㈜신일건업, 범양건영
- 금강마을 주공9단지
  - 1차 - 1994년 7월 입주 / ㈜신한
  - 2차 - 1996년 6월 입주 / ㈜해강